# Tren de lujo
Un tren de lujo es un servicio ferroviario diseñado para ofrecer un viaje en tren cómodo y lujoso. Suelen ser más habituales en los trenes turísticos que en las líneas comerciales, y buscan evocar una asociación con la historia y el patrimonio cultural, no así solo el fin de traslado. Existen desde los años 1870.
Los viajes en trenes de lujo se han vuelto populares ya que suponen una experiencia distinta sobre hacerlo en autobús y avión. Funcionan como un hotel, permite ver el paisaje, socializar con las comunidades locales y estructuralmente son espaciosos, tienen baños cómodos, dormitorios privados y restaurantes.

## Historia

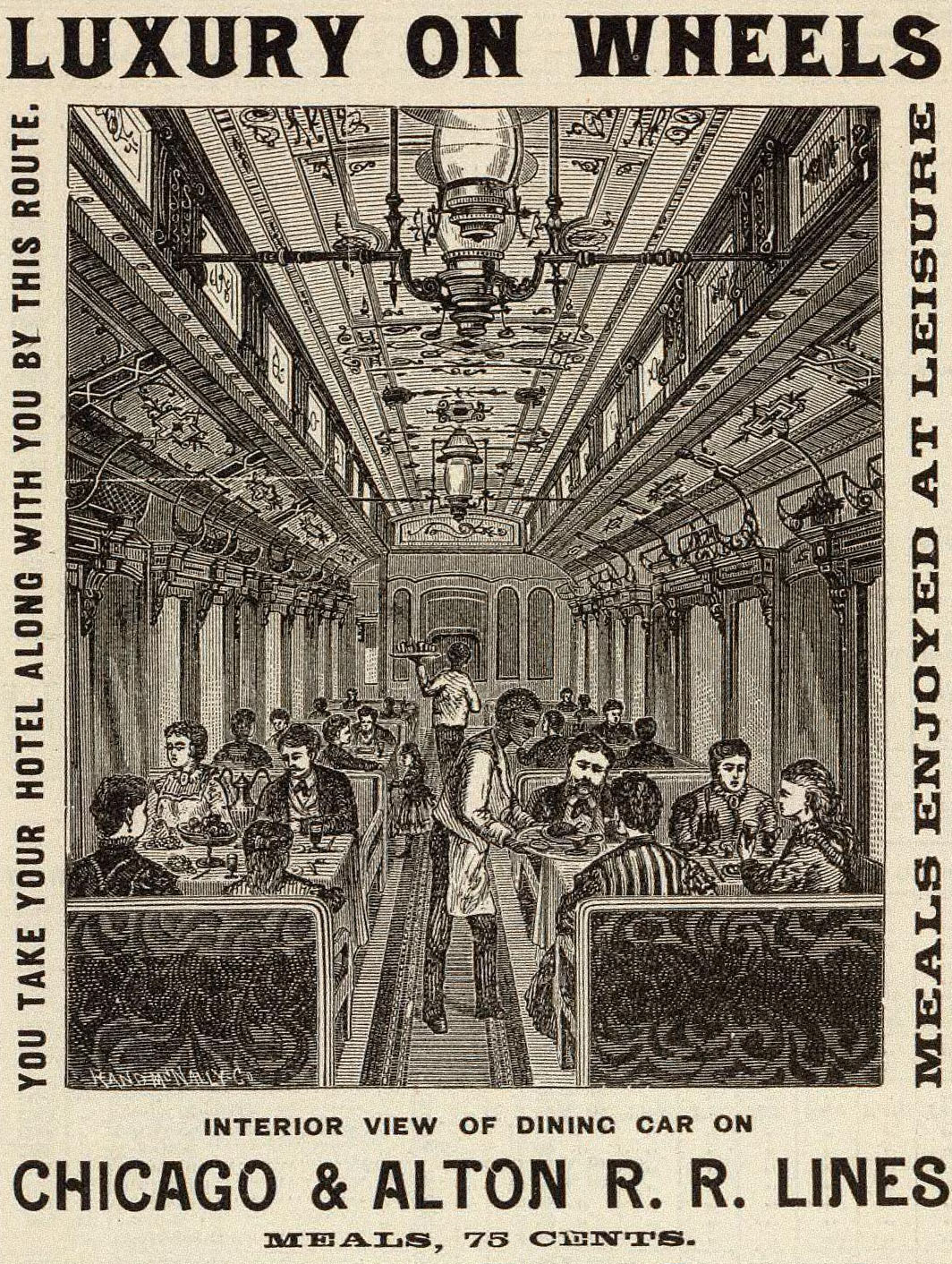
Publicidad estadounidense del.

En 1865 el estadounidense George Pullman, quien observó que los viajes en tren de larga distancia eran una experiencia muy incómoda, introdujo el coche cama y dos años más tarde el coche restaurante; creando el concepto de «tren hotel». Para 1880 su empresa, la Pullman Company, dominaba el mercado.
En 1872 el belga Georges Nagelmackers, inspirándose en los trenes Pullman de los Estados Unidos, fundó la Compagnie Internationale des Wagons-Lits y ésta construyó una flota de más de 30 trenes de lujo que viajaron a varios destinos europeos. El 5 de junio de 1883 la compañía inauguró el Orient Express, que se convertiría en el más lujoso y famoso de la historia.
Los trenes de lujo tuvieron su máximo éxito hasta los años 1940 cuando, finalizada la Segunda Guerra Mundial en Europa, el transporte internacional fue empezando a priorizar los viajes en avión. Finalmente, el Orient Express que unía a París con Estambul y fue protagonista de las novelas británicas: Asesinato en el Orient Express y Desde Rusia con amor, dejó de operar en 2009.

## Actualidad
Actualmente la empresa Belmond Ltd., una cadena hotelera británica, es propietaria del mayor número de viajes en tren de lujo del mundo y brinda su servicio en Asia, Europa y América del Sur. Belmond es el único proveedor privado de viajes de lujo, junto al Golden Eagle Trans Siberian Express de Rusia, que ofrece un servicio intercontinental.
El Venice-Simplon Orient Express, con servicio de Londres a Venecia, fue votado como el mejor tren de lujo del mundo en 2009. El Pride of Africa ganó la distinción más veces.

### África
El Pride of Africa, operativo desde abril de 1989, es el tren más lujoso del mundo y permite disfrutar de África austral. Operado por Rovos Rail, recorre más de 6.000 km y visita a diez países.

### Asia
El Eastern and Oriental Express es un tren de lujo internacional que conecta a Tailandia con Singapur, recorriendo más de 2.000 km y visitando en medio a los países de Laos y Malasia. El viaje dura dos días y permite disfrutar de conocer el sudeste asiático peninsular.

### Australia
The Ghan es el tren de lujo más antiguo del mundo y recorre 2.979 km a través del corazón del continente australiano; desde Darwin en el norte y hasta Adelaide en el sur. El Indian Pacific es otro tren de lujo que conecta a Sídney en la costa este, la ciudad más grande de Australia, con Perth en la costa oeste.

### Canadá

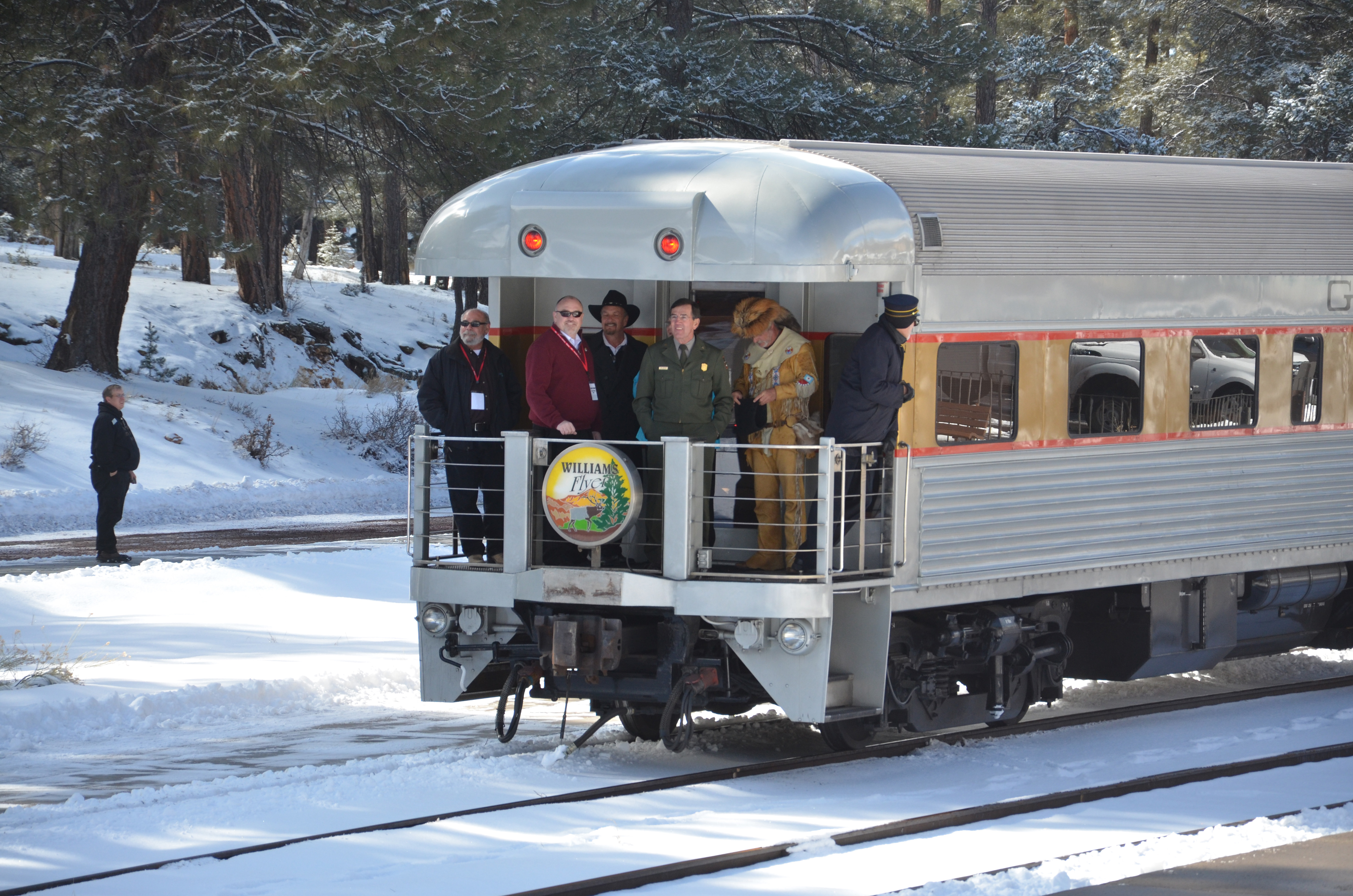
Tren de lujo canadiense.

Rocky Mountaineer es una empresa canadiense que opera trenes de lujo desde 1990, utiliza cuatro rutas, recorriendo las Montañas Rocosas canadienses y visitando el noroeste de los Estados Unidos. Mientras que la poderosa Via Rail no tiene un tren de lujo desde el Rockies by Daylight, que vendió a Rocky Mountaineer en 1990.
El Royal Canadian Pacific es un tren de lujo nocturno con base en Calgary, que realiza viajes chárteres a lo largo de las vías del Canadian Pacific Railway (CPR) en verano y otoño, y une a las provincias de Alberta y la Columbia Británica. El tren tiene una autorización real de la hoy difunta reina Isabel II, su viaje de ida y vuelta dura seis días, recorre el valle del río Columbia y emplea diez vagones construidos en los años 1920.

### España
La red de trenes de lujo de España es operada por Renfe Viajeros. Las rutas principales atraviesan el norte del país y Andalucía en cuatro trenes: Transcantábrico Gran Lujo, Costa Verde Express, Tren Al-Ándalus y Expreso de La Robla
El Transcantábrico Gran Lujo es el tren turístico más antiguo de España, en funcionamiento desde 1983, cuenta con vagones Pullman originales de 1923.

### India

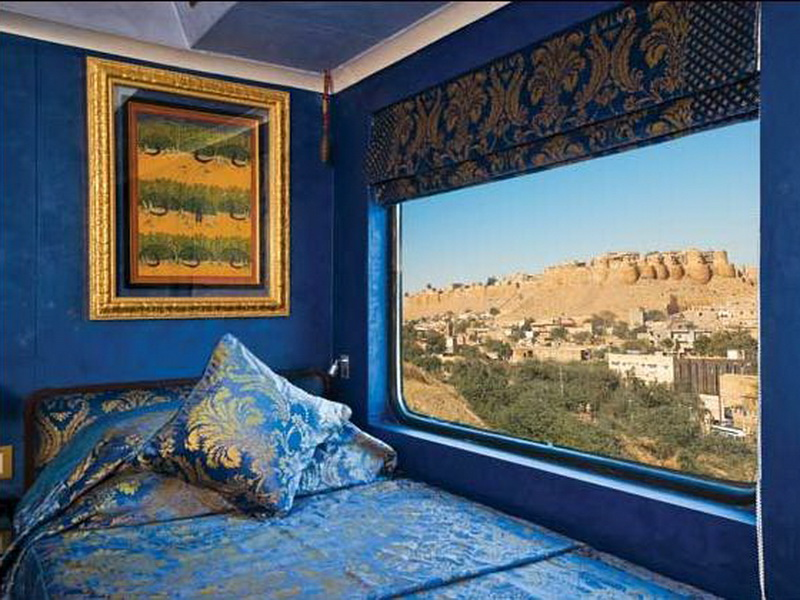
Camarote del indio «Palace on Wheels».

Los trenes de lujo en India son un fuerte negocio compuesto por 22 opciones, incluyen al Palace on Wheels, Deccan Odyssey, Golden Chariot, Maharajas' Express y el más famoso: Royal Rajasthan on Wheels, que conecta a las ciudades de Khajuraho y Benarés, puede transportar 82 pasajeros y tiene: 13 compartimentos, dos salones, un spa y un gimnasio. El Maharajas' Express es propiedad y está operado por Indian Railways Catering and Tourism Corporation (IRCTC).

### Japón
Seven Stars in Kyushu es un tren de lujo que opera desde octubre de 2013, parte de la estación de Hakata y recorre la isla de Kyushu. Su nombre deriva de sus siete vagones, uno por cada una de las siete prefecturas de Kyushu. El viaje dura cuatro días y visita a las ciudades de: Nagasaki, Aso, Yufuin, Miyazaki, Miyakonojō, Hayato, Kagoshima-Chuo, Kagoshima y Bungo-Mori.

### Perú
El Belmond Andean Explorer ofrece servicios de Arequipa a Cusco y viceversa. Su tren Hiram Bingham I, que lleva el nombre del explorador que redescubrió la ciudadela inca de Machu Picchu, viaja desde el Valle Sagrado de los Incas y llega hasta el hito.

### Reino Unido
En el Reino Unido los trenes de lujo funcionan desde 1874. Los famosos trenes Pullman operaron hasta 1972, tenían su base en la londinense estación de Victoria y el más famoso fue el Brighton Belle.
Actualmente el Northern Belle es un tren de lujo operativo desde 2000, que visita el norte de Inglaterra y Escocia, une a Londres con Bristol y recorre las ciudades de: Liverpool, Edimburgo, Glasgow y Manchester. Se compone de autocares British Rail Mark 2, reformados internamente y pintados externamente para parecerse al Brighton Belle de Pullman, y seis coche restaurante que llevan el nombre de casas británicas históricas.
El Belmond Royal Scotsman ofrece un recorrido por toda Escocia y el Belmond Grand Hibernian, que inició sus operaciones en 2016, hace lo mismo en la isla de Irlanda.

### Rusia
El Golden Eagle Trans-Siberian Express comenzó a operar en abril de 2007 y con 9.656 km es el viaje en tren más largo del mundo, viajando a través de dos continentes y ocho zonas horarias: siguiendo la vía Transiberiano que conecta Moscú con el Lejano Oriente ruso, Mongolia, China y el Mar de Japón.